# 吉河光貞
吉河 光貞（よしかわ みつさだ、1907年1月16日 - 1988年4月17日）は、日本の検察官、司法・法務官僚。

## 来歴・人物
東京府生まれ。京華中学、第一高等学校 (旧制)（一高）を経て、東京帝国大学法学部に入学。在学中は新人会に属し田中清玄らと並び称され、日本共産党にも入党した。1930年（昭和5年）大学卒業、直後に離党。
1932年司法官試補となり、各地の裁判所で検事を務める。東京地方裁判所時代には主任検事（思想検事）として1941年のゾルゲ事件の捜査に参加、リヒャルト・ゾルゲを取り調べた。
戦後は公職追放を免れ、法務庁事務官を経て1948年（昭和23年）に設置された法務庁特別審査局（後の公安調査庁）の初代局長、翌1949年に改称された法務府でも局長などを務めた。1949年在日本朝鮮人連盟の解散、1950年日本共産党中央委員の公職追放（レッドパージ）を行った。チャールズ・ウィロビーに請われて1951年8月下院非米活動委員会の証人になり、リヒャルト・ゾルゲ取り調べについて証言した。他に、団体等規正令や破壊活動防止法の制定を推進した。
1951年（昭和26年）5月、法務府特別審査局長時代に不正入出国に関する件で衆議院行政監察特別委員会に証人喚問された。
1952年東京高等検察庁検事。のち最高検察庁検事となり砂川事件などを担当した。1964年（昭和39年）5月、公安調査庁長官に就任。1968年（昭和43年）9月、広島高等検察庁検事長に転じ、1969年（昭和44年）12月に退官。退官後弁護士登録。
1988年（昭和63年）4月17日に死去する。享年81。
一高在学時から左翼運動に参加したものの、1928年の三・一五事件から1929年の四・一六事件と続く共産党弾圧の中で転向し、のち「左翼弾圧の旗手」となった。ゾルゲ事件では「思想（思想検事）の吉河」と高く評価された。戦後、公安調査庁創設を前に大幅定員増を推し進め「特高（特別高等警察）の再現」と批判された。

## 登場するメディア
映画
- スパイ・ゾルゲ（2003年、椎名桔平が演じる）

劇画
- アドルフに告ぐ

## 著作・口述
- 『所謂米騒動事件の研究』 司法省刑事局、1939年
- 『関東大震災の治安回顧』 法務府特別審査局、1949年9月
- 「特審教養史料一 『特別審査局の沿革と使命　特別審査局の機構とその所掌事務の概要』」 法務府特別審査局
- 「国際謀報団「ゾルゲ・尾崎事件」」『昭和史探訪』第3巻、三国一朗インタビュー・編集、番町書房、1975年
- 「ゾルゲ事件に関する吉河光貞検事の非米活動調査委員会聴聞記録覚書」『ゾルゲ事件関係外国語文献翻訳集』第3巻、日露歴史研究センター事務局、2004年4月